# Stratis Myrivilis
Stratis Myrivilis oppure Strátis Myrivílis (in greco Στράτης Μυριβήλης?), pseudonimo di Efstrátios Stamatópoulos (Ευστράτιος Σταματόπουλος) (Lesbo, 30 giugno 1892 – Atene, 19 luglio 1969) è stato uno scrittore greco, una delle personalità più rappresentative della narrativa della prima metà del XX secolo.

## Biografia

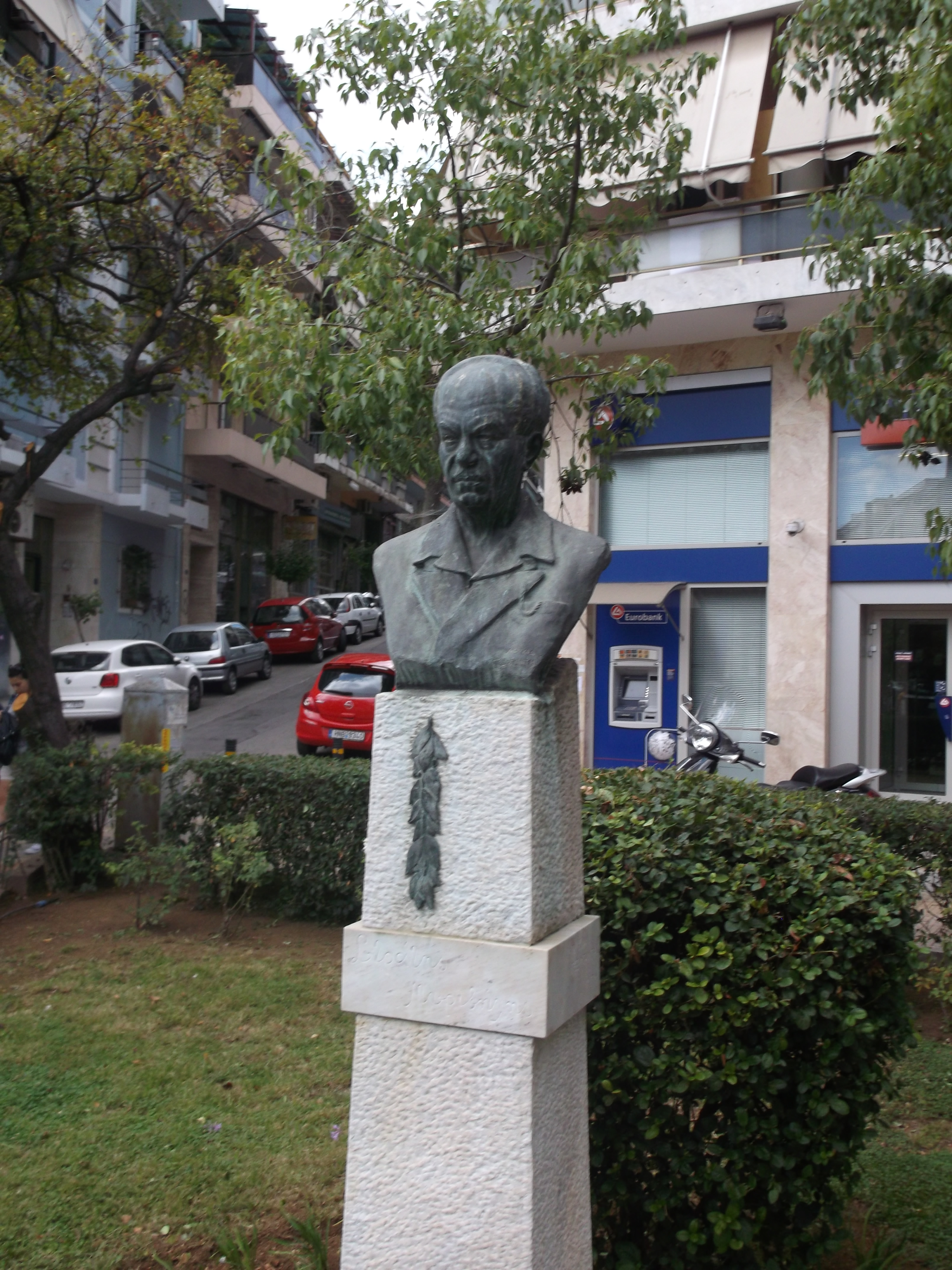
Busto dedicato a Stratis Myrivilis, ad Atene

Stratis Myrivilis nacque a Lesbo il 30 giugno 1892, dove trascorse la sua infanzia, prima di trasferirsi, nel 1905, a Mitilene per studiare al ginnasio, diplomandosi nel 1910, dopo di che si iscrisse all'Università di Atene per studiare legge.
In seguito si arruolò come volontario alle due guerre balcaniche, dove fu ferito, e poi partecipò alla prima guerra mondiale e alla guerra greco-turca del 1919-1922.
Il 28 giugno 1920 sposò Eleni Dimitriou, con la quale ebbe tre figli: Hari, Drossoula e Labis.
Successivamente si trasferì ad Atene e collaborò con numerosi giornali, emittenti radiofoniche e svolse l'incarico di bibliotecario nel parlamento ellenico.
Ha fondato, nel 1946, la Società greca di scrittori e letterati.
Nel 1958 divenne membro dell'Accademia di Atene e ricevette la candidatura per tre volte al Premio Nobel per la letteratura nel 1960, 1962 e 1963.
Stratis Myrivilis morì, dopo una lunga malattia, in un ospedale di Atene il 19 luglio 1969.
Stratis Myrivilis si dimostrò narratore di una grande immediatezza espressiva, caratterizzato da elementi di realismo puro e da un'intensa ispirazione lirica.
Dopo la pubblicazione di alcune novelle presenti nel volume Storie rosse (1915), salì alla ribalta con Sepolti vivi (Ἡ ζωὴ ἐν τάϕῳ, 1924) o Quaderni di guerra del sergente Costula, titolo della traduzione italiana del 1965, un romanzo incentrato sulla prima guerra mondiale stampato nel 1924 a puntate a Mitilene, che fu paragonato ai migliori libri della letteratura europea sulla tematica bellica, da Erich Maria Remarque a Henri Barbusse,oltre che ad essere considerato in quegli anni come una delle opere più significative della nuova generazione di autori che si stava formando ad Atene.Per il suo deciso antimilitarismo, l'opera fu vietata dal regime di Ioannis Metaxas.
La trama del romanzo descrive le vicende della guerra di trincea raccontate da un ufficiale di Lesbo alla sua amata lontana, con caratteri da diario epistolare, impreziosito da elementi lirici evocativi, di rappresentazioni patetiche o tragiche e di protagonisti risaltanti in modo evidente.
Oltre ai messaggi pacifisti presenti nel libro, Myrivilis si distinse per i toni sia realistici sia nostalgici sia ironici, tramite i quali affermò la pienezza di un'anima che seppur coinvolta nella guerra e vicina alla morte, apprezza il valore assoluto e grandioso della vita.
Il romanzo seguente, intitolato La maestra dagli occhi d'oro (Ἡ δασκάλα με τα χρυσά μάτια, 1933), si basò sui problemi esistenziali e di riadattamento alla vita civile di un reduce di guerra, che vive in un ambiente felice, come può essere l'isola di Lesbo.
Dopo di che Myrivilis scrisse alcune novelle, quali Il libro verde (1935), Il libro azzurro (1939), e un racconto ampio intitolato Vasilis l'albanese (Ὁ Βασίλης ὁ Αρβανίτης, 1943), intriso dal grande orgoglio di un personaggio popolaresco.
Con I folletti (1945), Pan (1946) e il romanzo La madonna dei marinai (1950), Myrivilis risultò sempre più vicino ai sentimenti della sua terra, ai paesaggi e ai costumi greci, distinguendosi per l'elevatezza formale, per la sua lirica comunicativa, per il suo puro linguaggio popolaresco,anche se negli ultimi anni di carriera l'ispirazione di Myrivilis cambiò alcune sue caratteristiche, indirizzandosi prevalentemente verso le memorie e le tradizioni popolari, come dimostrano i ricordi e la splendida natura greca su cui si basò il suggestivo romanzo La madonna dei marinai ('Η Παναγία ή Γοργόνα, 1950).

## Opere
- Storie rosse (1915);
- Sepolti vivi o Quaderni di guerra del sergente Costula (1924);
- La maestra dagli occhi d'oro (1933);
- Il libro verde (1935);
- Il libro azzurro (1939);
- Vasilis l'albanese (1943);
- I folletti (1945);
- Pan (1946);
- La madonna dei marinai (1950).